# Rainald Goetz
Rainald Maria Goetz (ur. 24 maja 1954 w Monachium) – niemiecki pisarz.

## Dzieła
- Irre (1983)
- Krieg (1986)
- Hirn (1986)
- Kontrolliert (1988)
- Festung (1993)
- Word 1994)
- Mix (Cuts & Scratches (1997)
- Rave (1998)
- Jeff Koons (1998)
- Abfall für Alle (1998/99)
- Celebration. Texte und Bilder zur Nacht (1999)
- Dekonspiratione (2000)
- Jahrzehnt der schönen Frauen (2001)
- Heute Morgen (2001)
- Heute Morgen (2004)